# Praeaphanostoma gusana
Praeaphanostoma gusana är en plattmaskart som beskrevs av Hooge och Eppinger 2005. Praeaphanostoma gusana ingår i släktet Praeaphanostoma och familjen Isodiametridae. Inga underarter finns listade i Catalogue of Life.